# Pınarca, Çerkezköy
Pınarca là một xã thuộc huyện Çerkezköy, tỉnh Tekirdağ, Thổ Nhĩ Kỳ. Dân số thời điểm năm 2011 là 1.652 người.